# 戟形虾脊兰
戟形虾脊兰（学名：Calanthe nipponica），为菊科虾脊兰属下的一个植物种。